# گوگل تاک‌بک
گوگل تاک‌بک (انگلیسی: Google TalkBack) یک سرویس دسترسی‌پذیری برای سیستم عامل اندروید است که به کاربران نابینا و کم بینا کمک می‌کند تا با دستگاه‌های خود تعامل داشته باشند. این برنامه از کلمات گفتاری، لرزش و سایر بازخوردهای شنیداری استفاده می‌کند تا به کاربر اجازه دهد تا بداند چه اتفاقی روی صفحه می‌افتد و به کاربر امکان می‌دهد با دستگاه خود تعامل بهتری داشته باشد. این سرویس بر روی بسیاری از دستگاه‌های اندرویدی از پیش نصب شده‌است و در سال ۲۰۱۷ بخشی از مجموعه دسترسی اندروید شد.